# Heinrich Zwick
Heinrich Zwick wurde erstmals 1437 in St. Gallen erwähnt († um 1458 ebenda) und war ein Bürgermeister von St. Gallen (Schweiz).

## Leben
Heinrich Zwick war der Sohn seines gleichnamigen Vaters Heinrich Zwick, Tuchhändler. Sein Bruder war Othmar Zwick, von 1435 bis 1437 Stadtammann in Konstanz.
Er erwirtschaftete sich als Tuchhändler ein ansehnliches Vermögen und wirkte mehrere Male als Spitalpfleger, Siebner und Fischschätzer. Er gehörte zu den führenden Personen der Diesbach-Watt-Gesellschaft, eine seinerzeit führende internationale Handelsgesellschaft, die von dem Berner Niklaus von Diesbach und den Gebrüdern Peter und Hug von Watt gegründet worden war.
In der Zeit von 1437 bis 1458 war er im Wechsel mit Konrad Curer (gewählt 1436), Rudolf Gelter (gewählt 1439), Ulrich Säri (gewählt 1440), Konrad Hör (gewählt 1444), Konrad von Anwyl (gewählt 1444), Andreas Vogelweider (gewählt 1447) und Johannes von Widenbach (gewählt 1454) im Dreijahresturnus Bürgermeister, Altbürgermeister und Reichsvogt von St. Gallen.

## Mitgliedschaften
Heinrich Zwick war Mitglied der Gesellschaft zum Notenstein.